# Lippische Intelligenzblätter
Die Lippischen Intelligenzblätter waren ein amtliches Mitteilungsblatt in der Grafschaft Lippe und nach deren Erhebung zum Fürstentum 1789 im Fürstentum Lippe. Es wurde als Intelligenzblatt im Jahr 1767 gegründet und änderte zum 7. Januar 1809 seinen Namen in Fürstlich-Lippisches Intelligenzblatt. Das Mitteilungsblatt wurde am 31. Dezember 1842 eingestellt. Gedruckt und verlegt wurde die Zeitung bei der Meyerschen Hofbuchhandlung in Lemgo.

„Von diesen Intelligenzblättern wird wöchentlich Sonnabends ein Stük ausgegeben. Der ganze Jahrgang kostet 1 rthl. 18 mgr. ein einzelnes Stük aber 1 ggr. Das Intelligenzcomtor ist in des Stadtsecretär Heldmans Wohnung zu Lemgo. Was in das Sonnabendsblat eingerükket werden sol, mus allemal wenigstens des Donnerstags Abends vorher, nebst einem billigmäßigen Honorario eingeschicket werden.“

Die heute erscheinende Lippische Landes-Zeitung sieht sich in der Tradition Lippischen Intelligenzblätter. Nach der Einstellung des Erscheinens der Intelligenzblätter 1842 wurden diese vom Regierungs- und Anzeigeblatt am Verlagsort Detmold abgelöst. Im Jahr 1878 ersetzte die Lippische Landes-Zeitung das Regierungs- und Anzeigeblatt.
In der Zeit von 1773 bis 1783 leitete Johann Lorenz Benzler die Intelligenzblätter.